# Майоліка

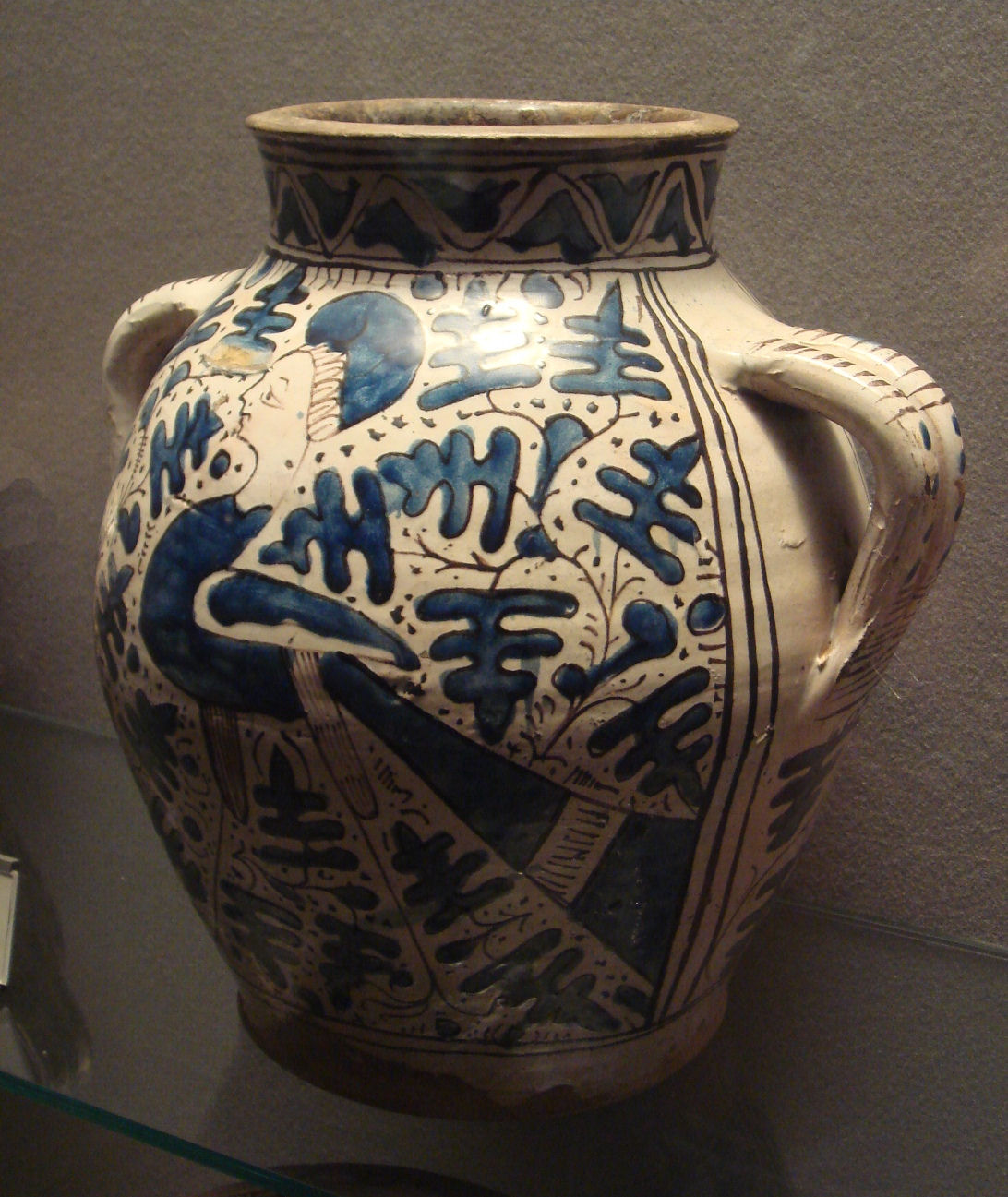
Біло-блакитна ваза 1430 р. Флоренція, (Лувр, Париж)

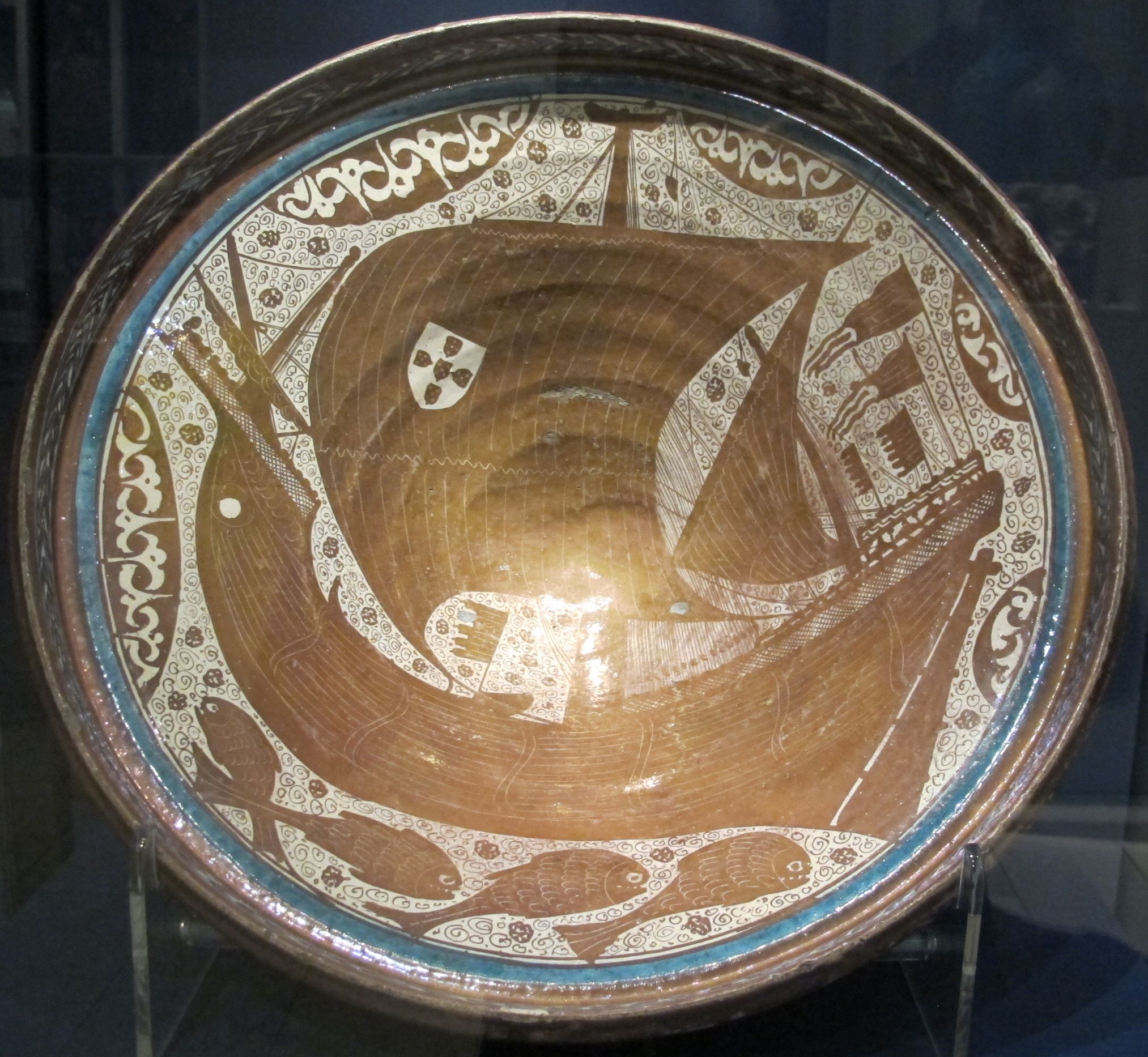
«Посуд з човном і рибами». Малага, Іспанія, до 1450 р.

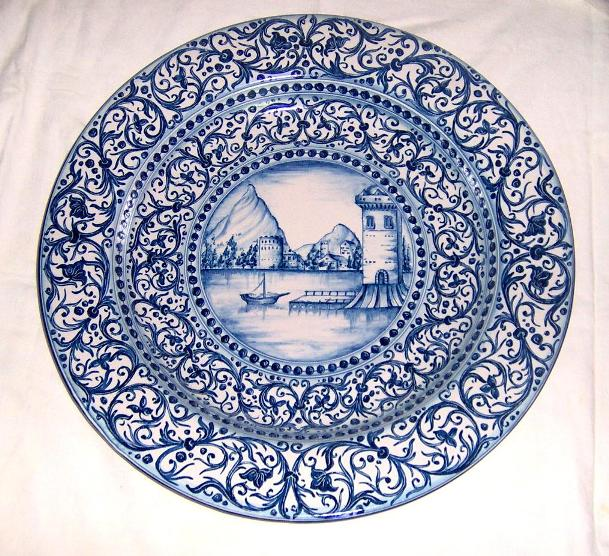
Новітня керамічна таріль, кобальтовий розпис. Кальтаджироне, Сицилія

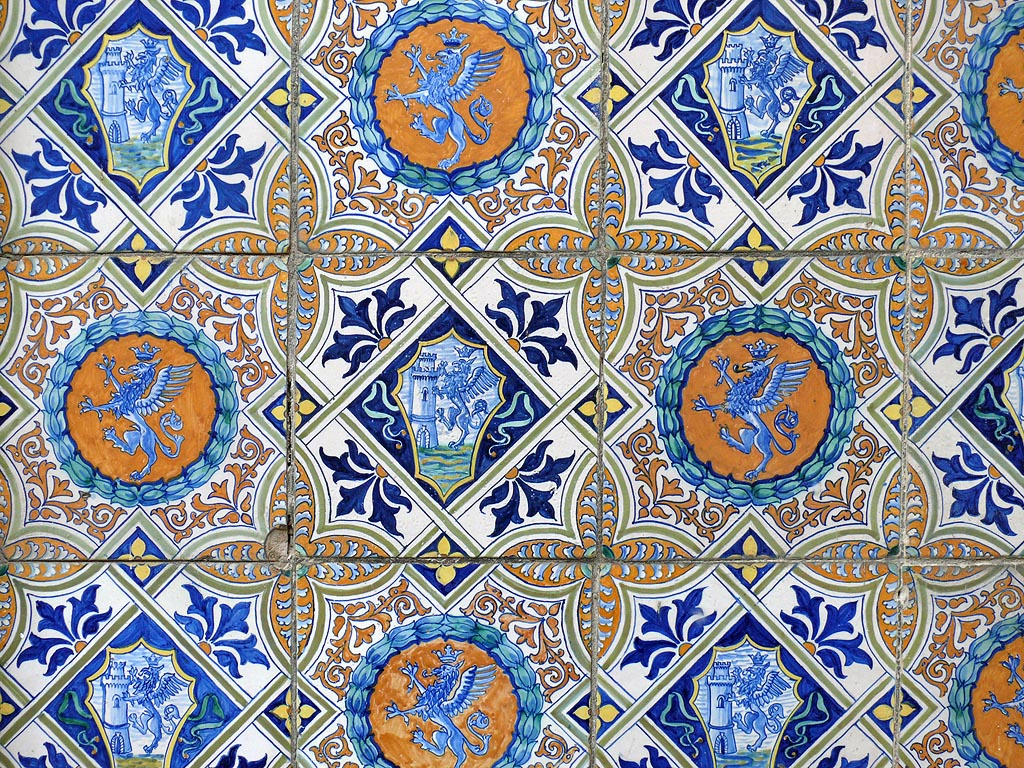
Новітні кахлі килимові безрамочні, місто Дерута, Італія

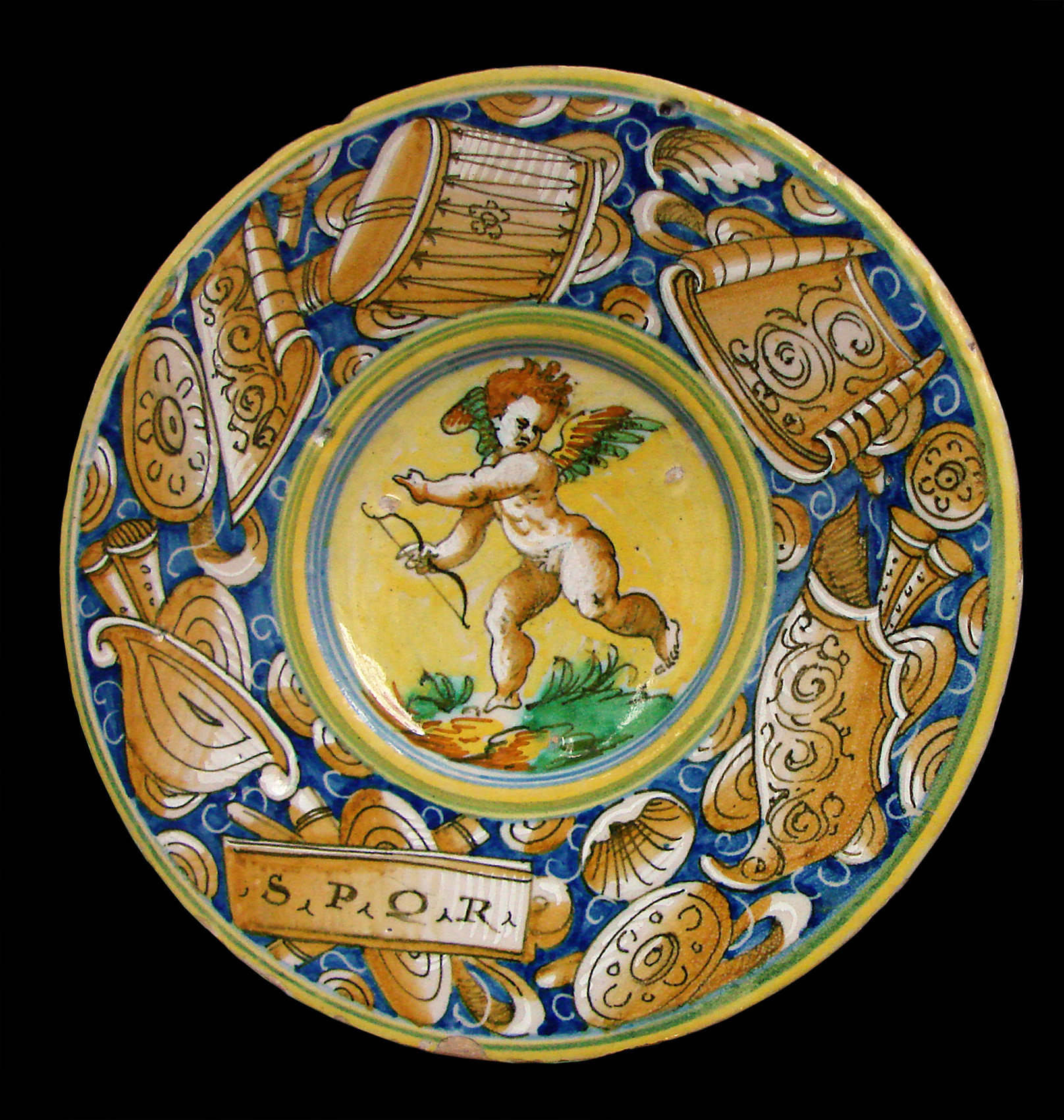
Історичний декор тарелі 1570 рр. Кастєль Дуранте. Італія (музей міста Ліль, Франція)

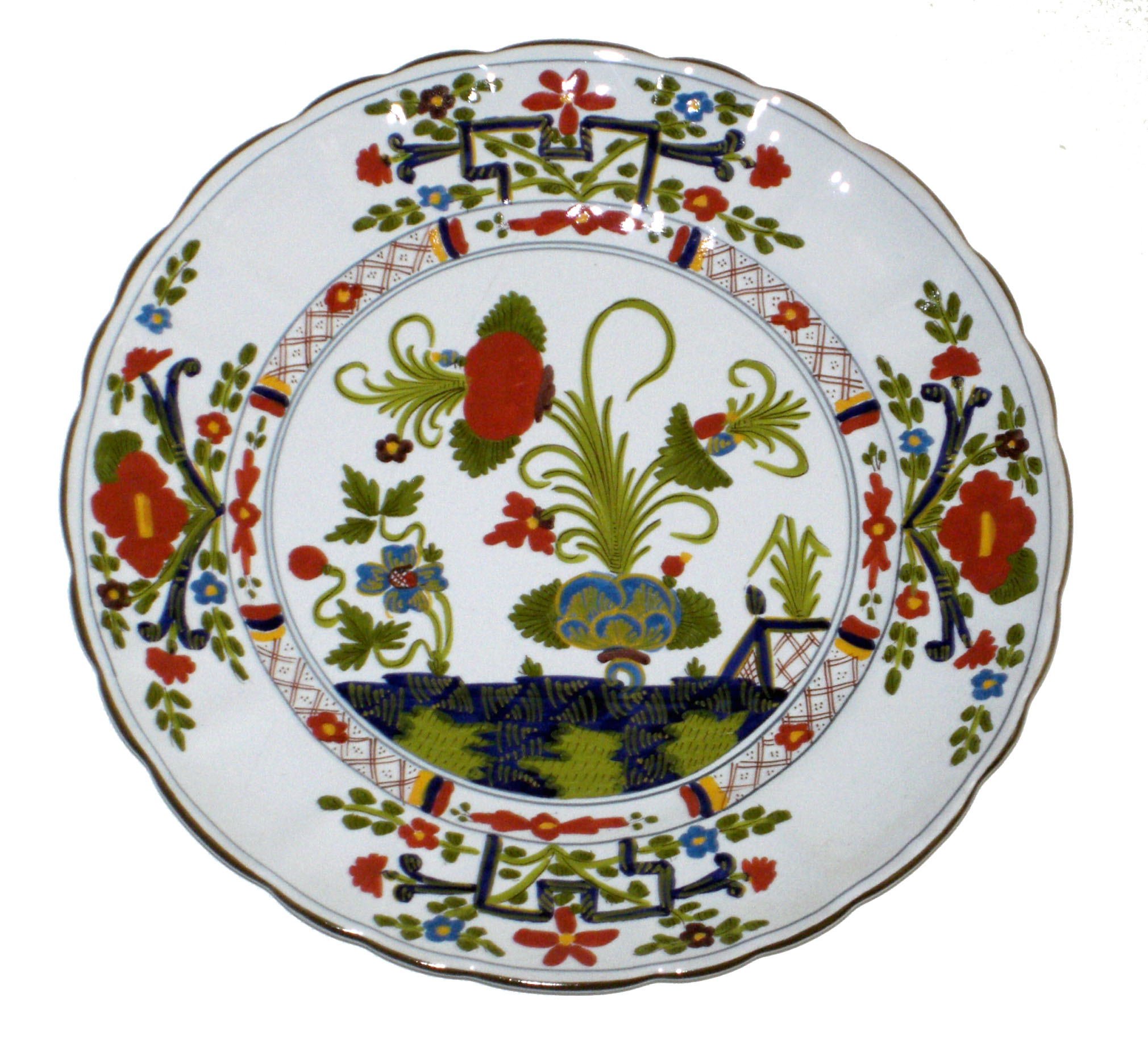
Новітня таріль з Фаєнци, традиційний китаєподібний декор

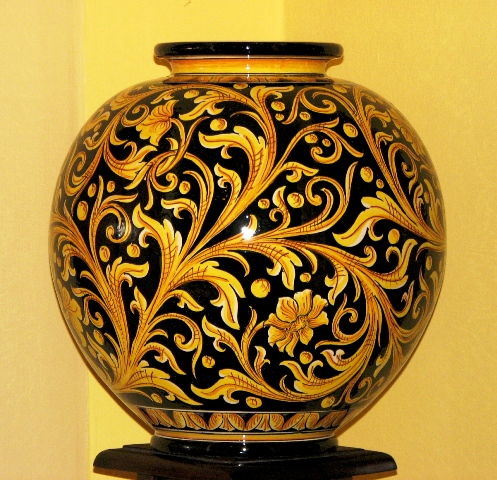
Новітня керамічна ваза ручного розпису, Кальтаджироне, Сицилія

Майо́ліка (від італ. Maiolica — Мальорка) — різновид кераміки, що виготовляється з випаленої глини з використанням розписної глазурі.
Майоліка (названа також глазурованим фаянсом або глазурованою теракотою) — пресована керамічна плитка з кольоровою основою, покрита прозорою або непрозорою глазур'ю, на яку нанесений яскравий малюнок. Майоліка досить міцна, має м'які, округлі форми, але має високопористу основу, що обмежує її застосування — для обробки стін приміщень за винятком ванної кімнати.

## Історія
Виробництво керамічних виробів з глазур'ю існувало декілька тисячоліть тому в Давньому Єгипті, Вавилоні, Ірані, Сирії та інших країнах Сходу. Західноєвропейські центри виробництва майоліки, таким чином, мають не місцеві, а азійські й арабські витоки.

## Керамічні центри Італії
В Італію майоліка потрапила з мавританської Іспанії через острів Мальорку, від назви якого й походить термін «майоліка». Незвичні для тодішньої Італії керамічні вироби 1115 року привезли генуєзькі вояки, що боролися з піратами. Це були військові трофеї, захоплені під час військових грабежів. У культурі Італії була внутрішня здатність сприйняти нову технологію, як і здатність до удосконалення запозиченої технології.
Першим і значним центром майолікового виробництва на Аппенінах стало місто Піза, де місцеві керамісти виготовили перші зразки, копіюючи перські й азійсько-арабські вироби. Технологію пізанців запозичили керамісти князівства Урбіно.

## Період напівмайоліки
Первісно виникає так звана напівмайоліка (mezzo-maiolica). Технологія мала декілька етапів. За основу брали виріб із червоної глини, котрий обмазували тонким шаром білої. Робили сушку й перше випалення. Холодний виріб розписували по свинцевій глазурі й знову робили випалення.

## Удосконалення технології італійцями
Трудомісткість виготовлення напівмайоліки спонукала до удосконалень. Згодом перейшли до використання жовтих та білих глин, а чисто свинцеву глазур замінили на суміш свинцевої з олов'яною та подальшими сушкою, розписом і випаленням. Відомо, що цю технологію використовував уже уславлений Лука делла Роббіа. Удосконалення технології дало змогу як знизити температуру випалення, так і використати нові керамічні фарби.
На вироби італійської майоліки швидко виникає попит. Керамічне виробництво одержало підтримку князівських родин. Підвищенню якості виробів з майоліки сприяють звернення до неї низки видатних технологів і майстрів, а також загальне піднесення культури італійського відродження. Етап копіювання азійських зразків давно подоланий. Виникає ціла низка керамічних центрів, вироби котрих мають індивідуальні форми та риси. Серед них — Фаєнца, Флоренція, Сієна, Урбіно, Дерута, Савона, Губбіо, Кастель-Дуранте. Виготовляють побутовий і парадний посуд, аптекарський посуд, вази, весільний посуд з умовними портретами наречених тощо. Виробами італійської майоліки торгують у різних князівствах Західної Європи, що спонукає місцевих майстрів до запозичень і копіювання.

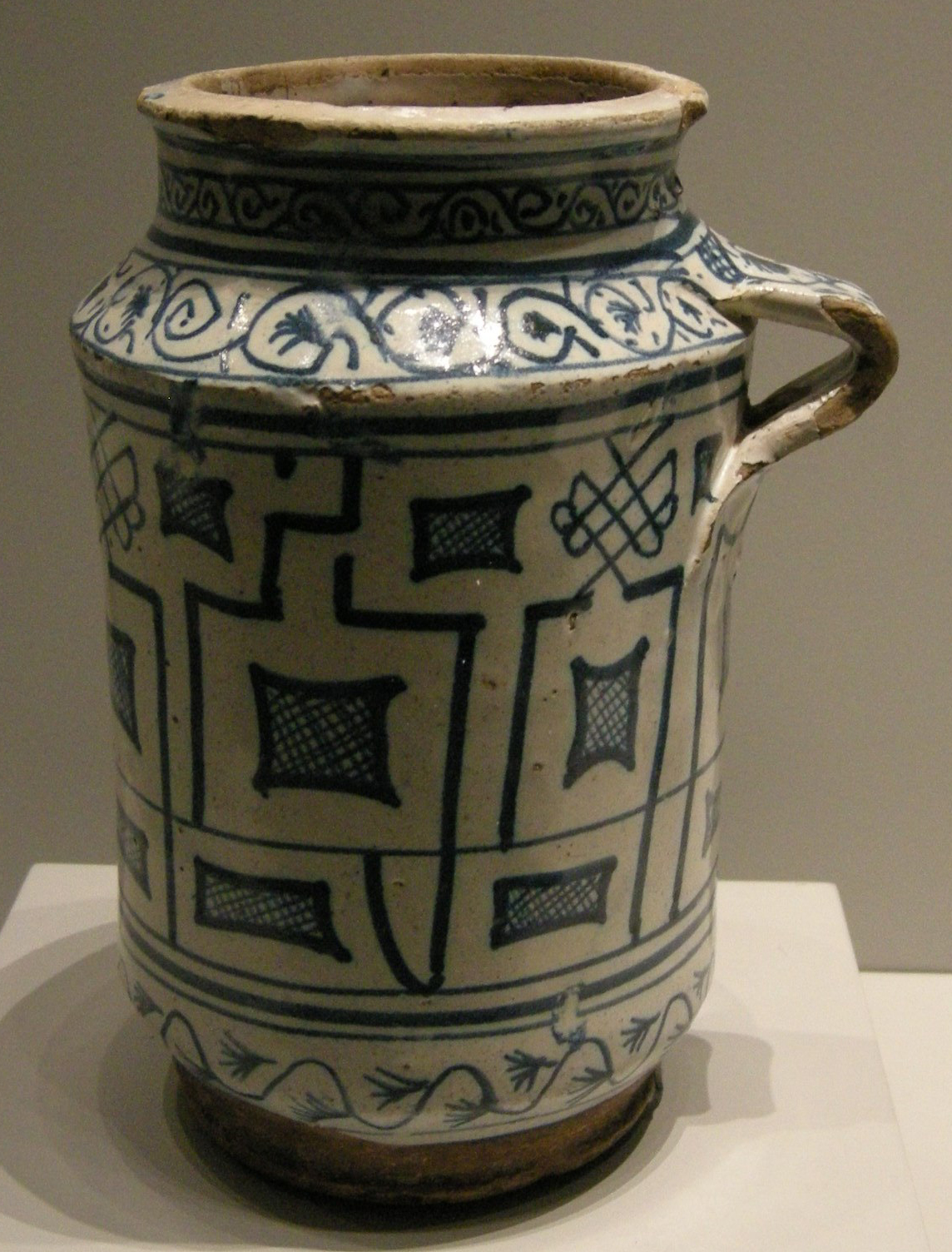
Келих з імітацією арабських орнаментів, Монтелупо, бл. 1450 р.
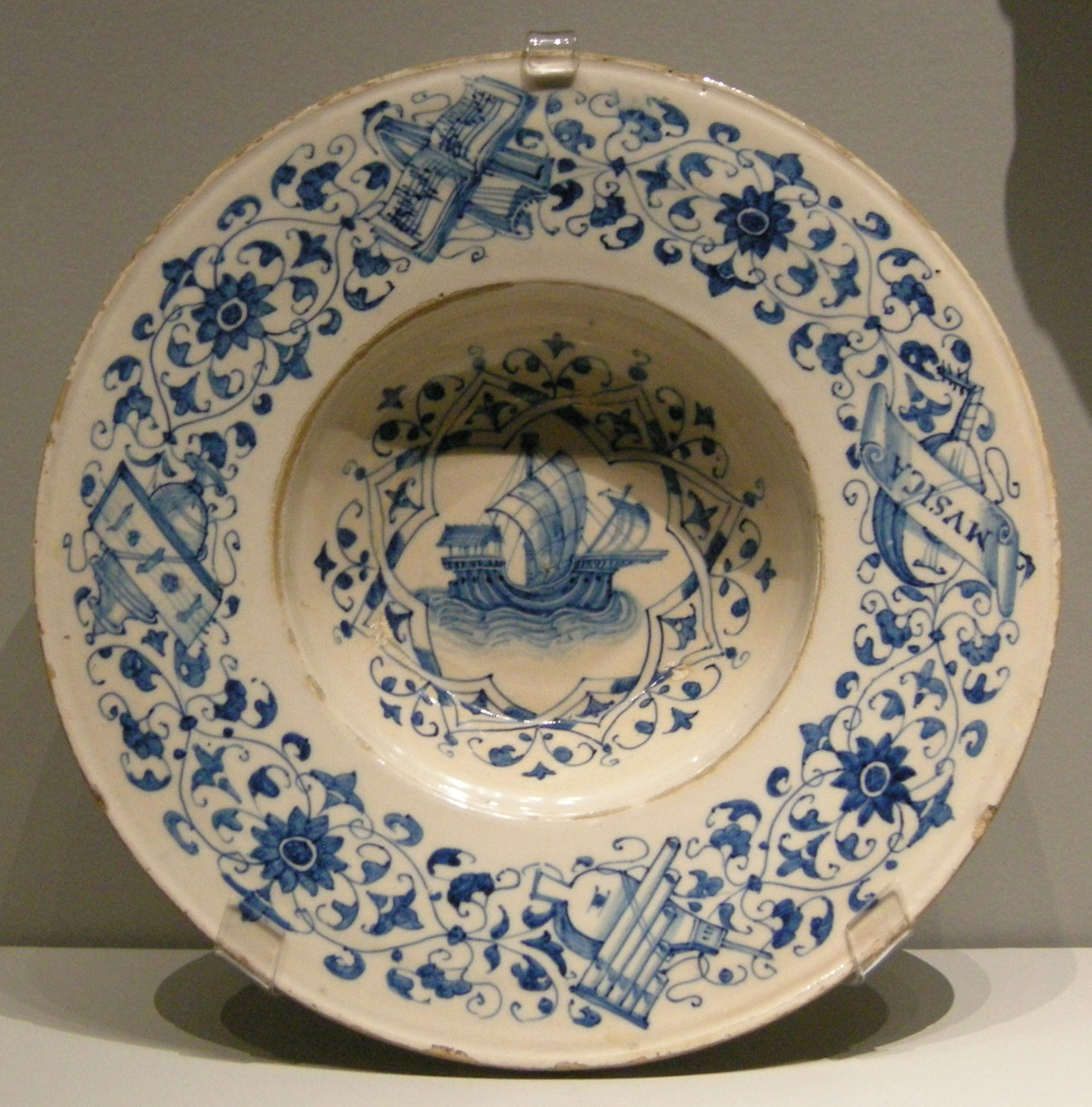
Майоліка Кафаджиоло з вітрильником і атрибутами музики, бл. 1510 р.
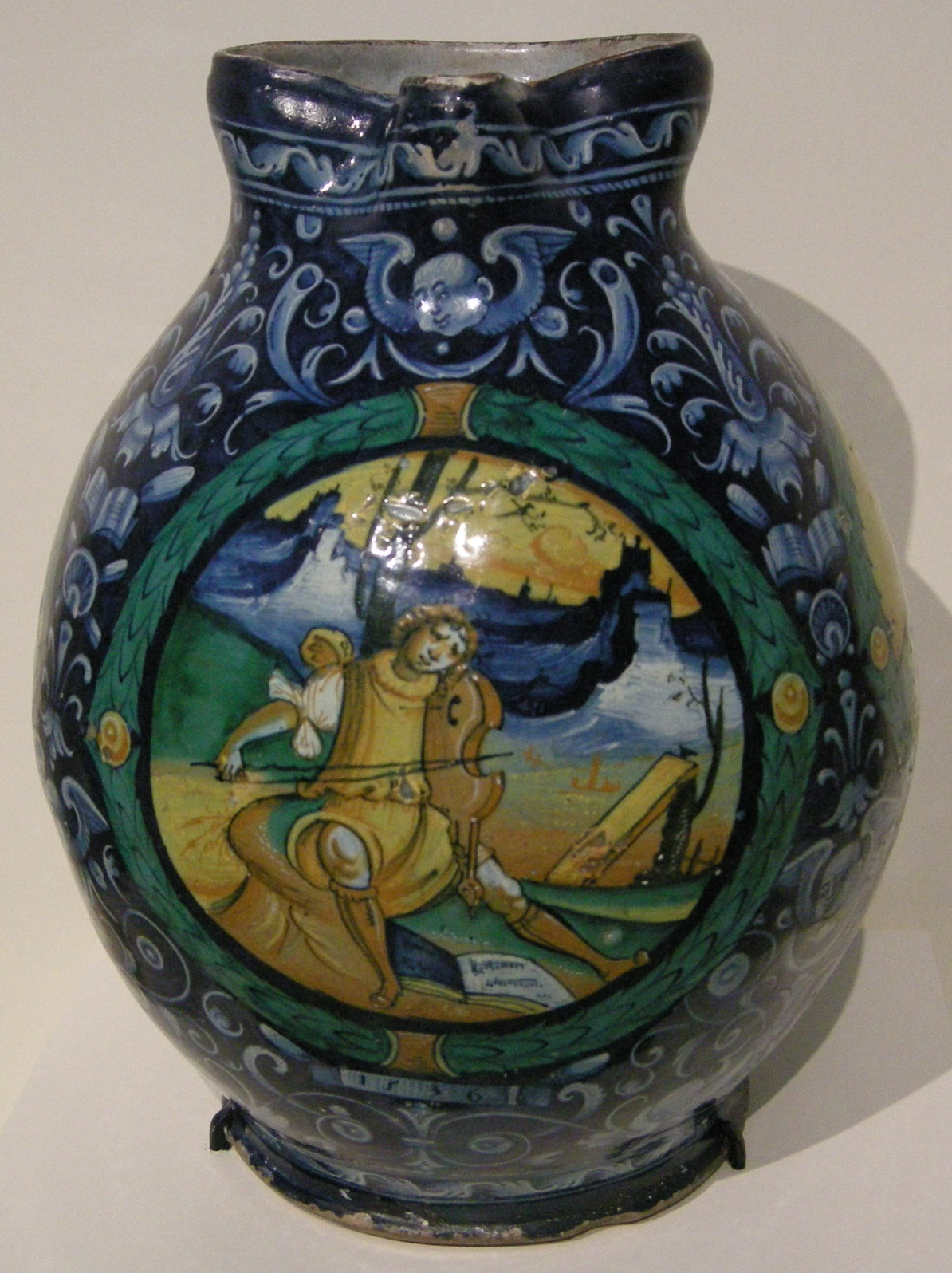
Горщик з музикою, 1536 р.
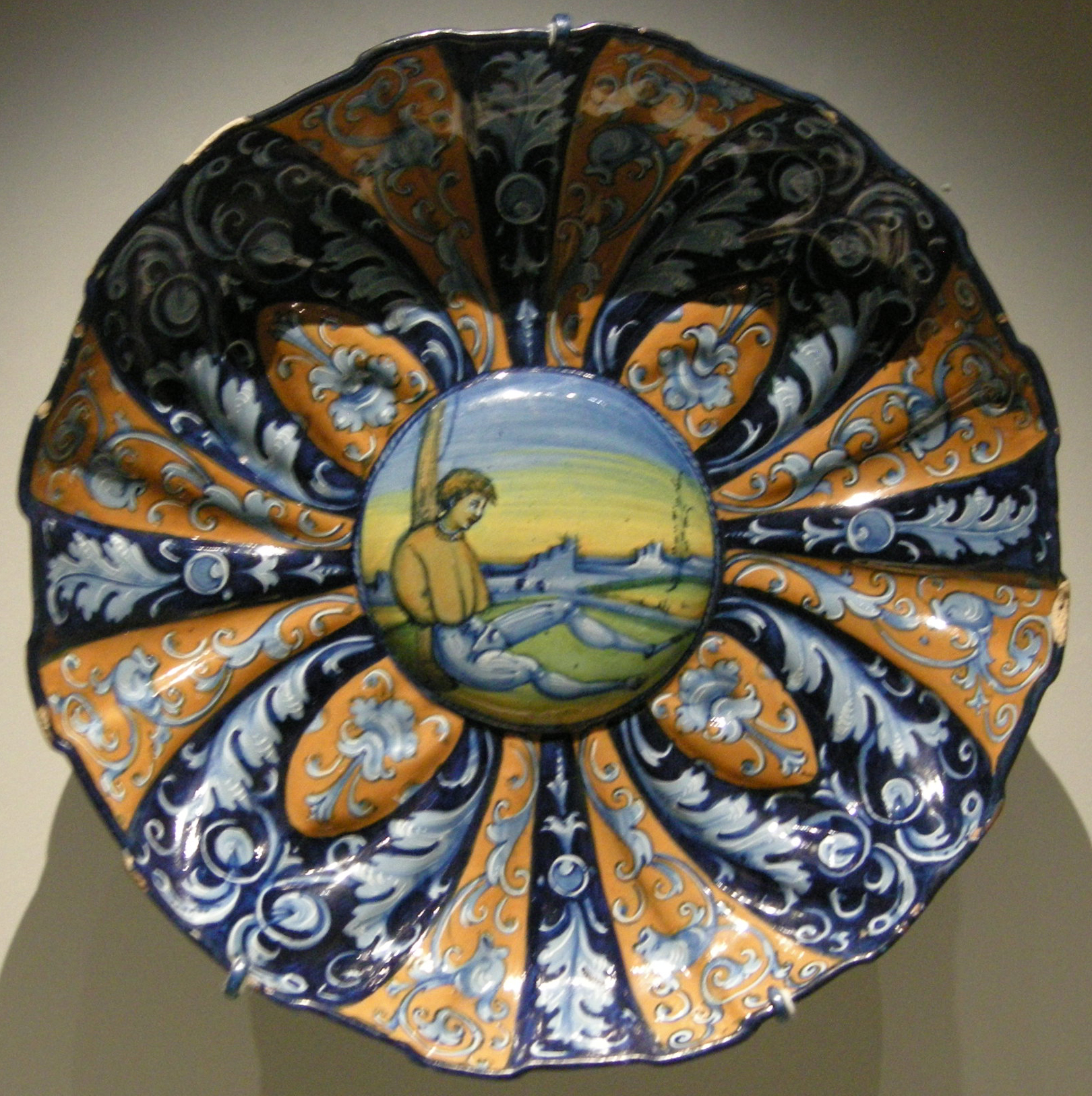
Таріль, «Алегорія мук кохання», Фаенца, бл. 1535 р., всі Музей Гетті, Каліфорнія.

## Азулежу Португалії
Керамічне виробництво в Португалії пройшло декілька етапів становлення й розвитку, допоки не стало характерною ознакою національного декоративного мистецтва. Якщо керамічні центри Італії (Фаєнца, Дерута, Губбіо, Піза, Савона, Флоренція) доволі швидко подолали арабські впливи й виробили як власні керамічні форми, так і власний декор, у Португалії все мало інший характер. Тут водночас збереглися як арабські за витоками килимові кахлі, так і нові зразки, орієнтовані на західноєвропейські через зв'язки із князівствами Італії, Іспанії, Нідерландів.
Зміна смаків і стилю відбулась уже в 2-й половині 16 ст. під могутнім впливом італійської культури доби відродження і маньєризму. Італійські керамічні центри активно продавали власну продукцію в інші країни, в тому числі і в Португалію. Португальські майстри швидко запозичили технологію розпису кераміки тонкими пензлями на олов'яній глазурі. На сюжети й декор португальських кахлів вплинули як стилістика відродження і маньєризму, так і середньовічні традиції. Так, сюжет міг мати біблійні витоки, а орнамент (негнучкий, дивацький, що нагадував металевий декор зброї) був маньєристичним. Відсутність доброї художньої освіти в більшості народних майстрів породжувала наївні й пістряві зразки. Поширилось створення сюжетних чи орнаментальних панно, де окремий азулежу ставав лише частиною панно у великій за розмірами й закінченій композиції.
У старовинних кахлях зберігались і пістряві кольори як ознака буяння природних сил. Доба Великих географічних відкриттів відбилась і в азулежу. Існує декілька композицій із зображенням екзотичних мотивів і екзотичних для Європи тварин — дивацьких тропічних птахів, слонів, верблюдів, мавп тощо. У буяння різноманітних орнаментів вплетені й зображення вітрильників, герби вельможних родин, зображення райських садів.
Під впливом амстердамських та делфтських зразків відбулася чергова зміна колористики азулежу, що надала перевагу синім (кобальтовим) розписам на білому тлі. У 17 столітті португальці захопились голландськими кахлями.
Мистецтво азулежу розділилось на народні й наївні зразки та на зразки з професійним розписом і сюжетами, запозиченими з європейських грювюр. Світські й галантні сюжети на азулежу-панно прийшли навіть у декор церков (у господарчих і підсобних приміщеннях). Азулежу-кахлі полюбили настільки, що ними вкривали стелі, фонтани, житлові приміщення, клітки з парадними сходами палаців, палацові печі тощо.
Окремі панно прикрасили головні фасади низки португальських церков і багатих помешкань світських і церковних князів. Прихильність до азулежу була настільки великою, що її перенесли в колонії Португалії. Власна школа азулежу виникла й зміцніла в колишній колонії Португалії — Бразилії.

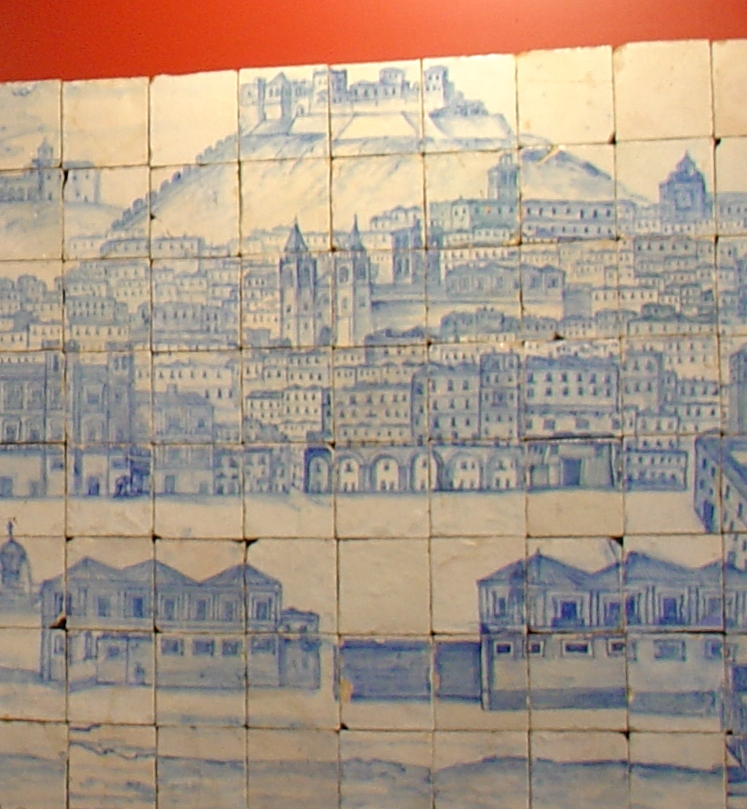
«Катедральний собор Санта Марія Майор у Лісабоні» до 1755 р.
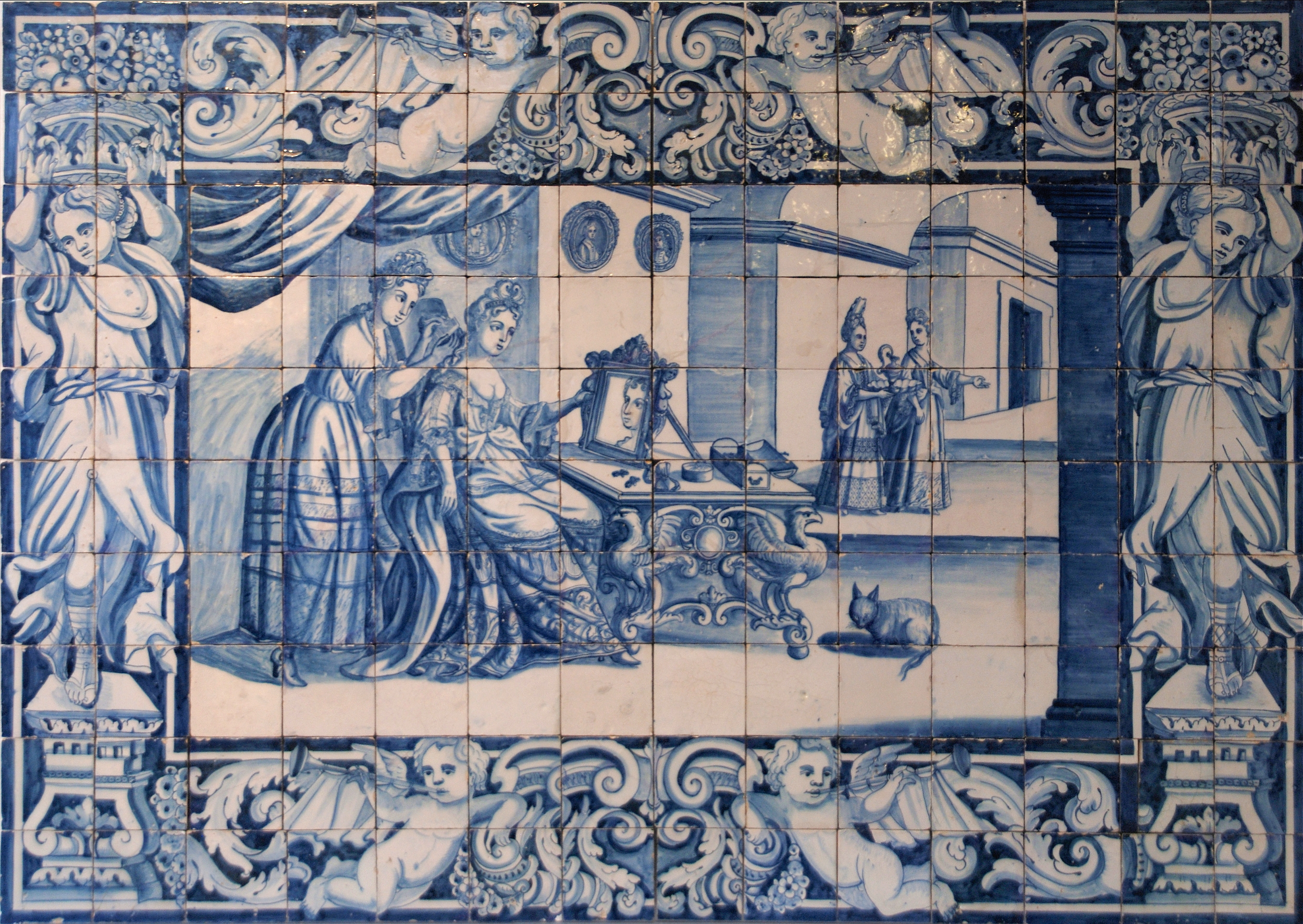
«Шляхетна пані за туалетами», до 1730 р.
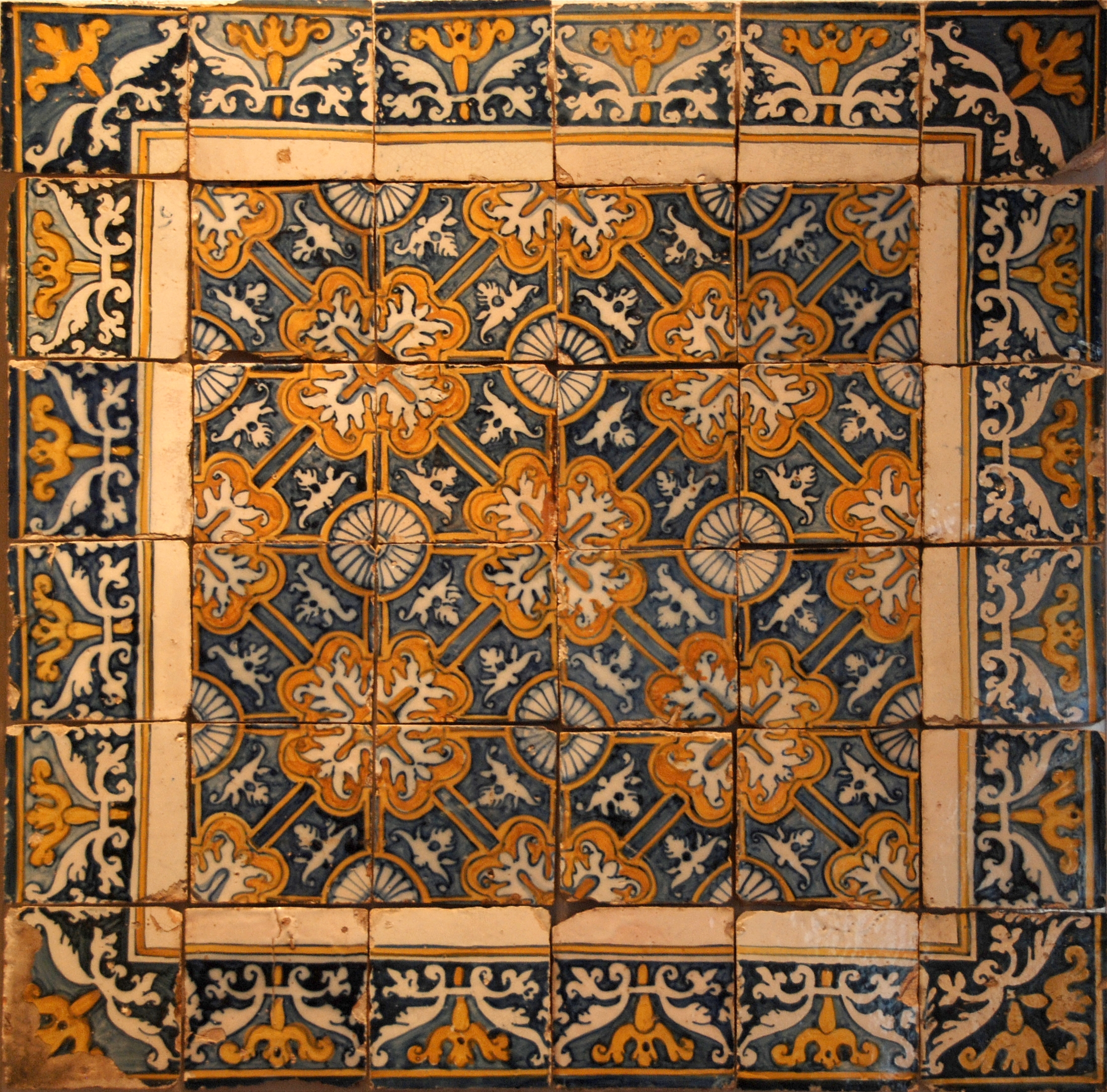
Італо-фламандське панно, 1-а половина 17 ст.
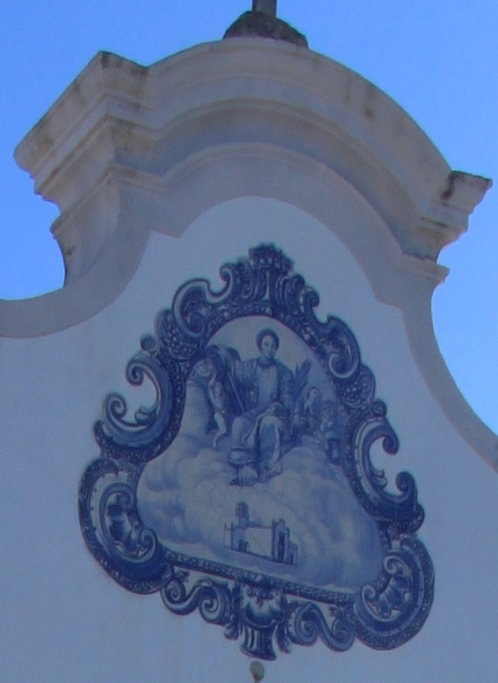
Церква Сан Лоренсо, Алмансил. Головний фасад з фігурним фронтоном і сюжетним панно азулежу.
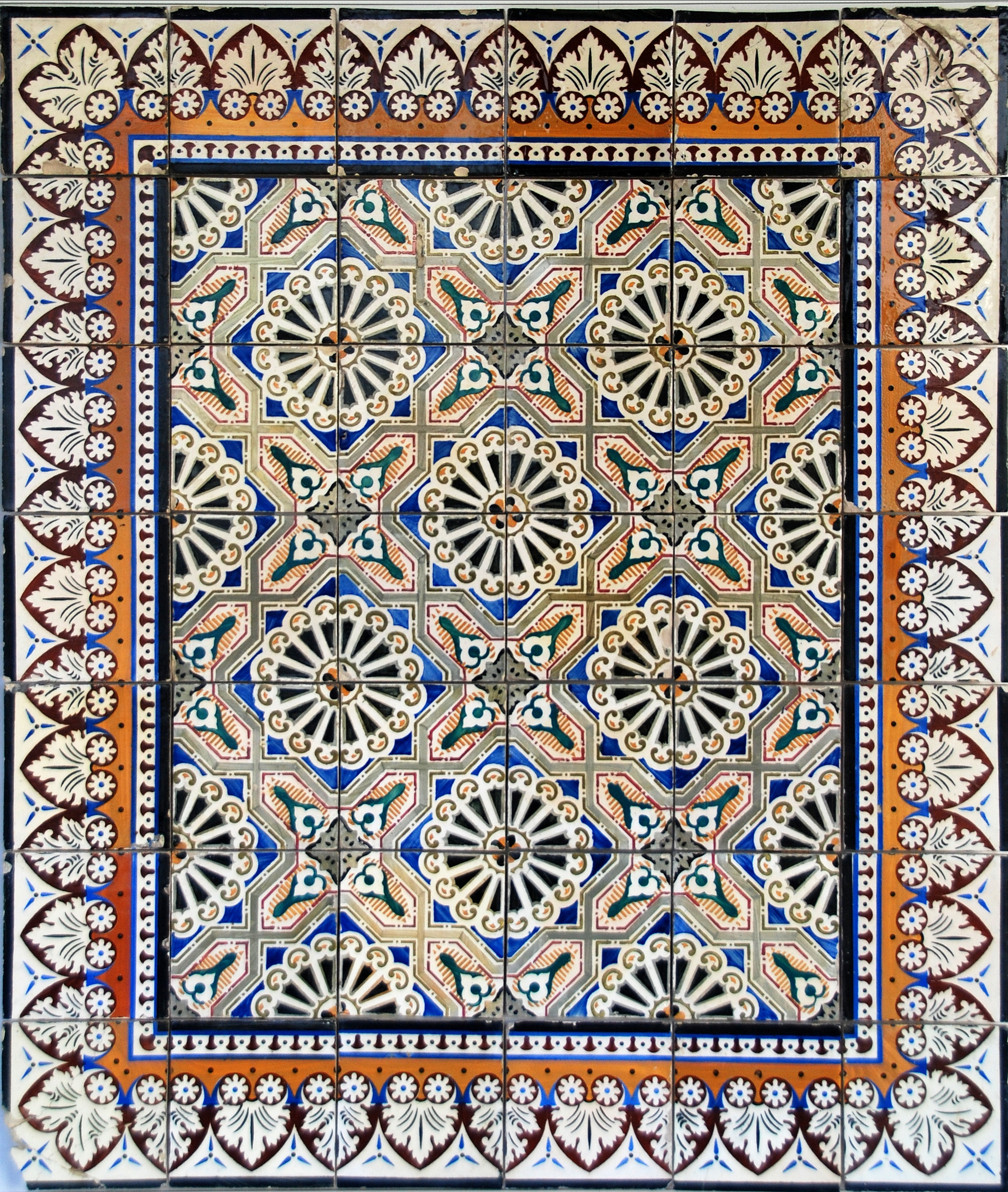
Килимові кахлі, фабрика Девезас, м. Порто, до 1880 р.
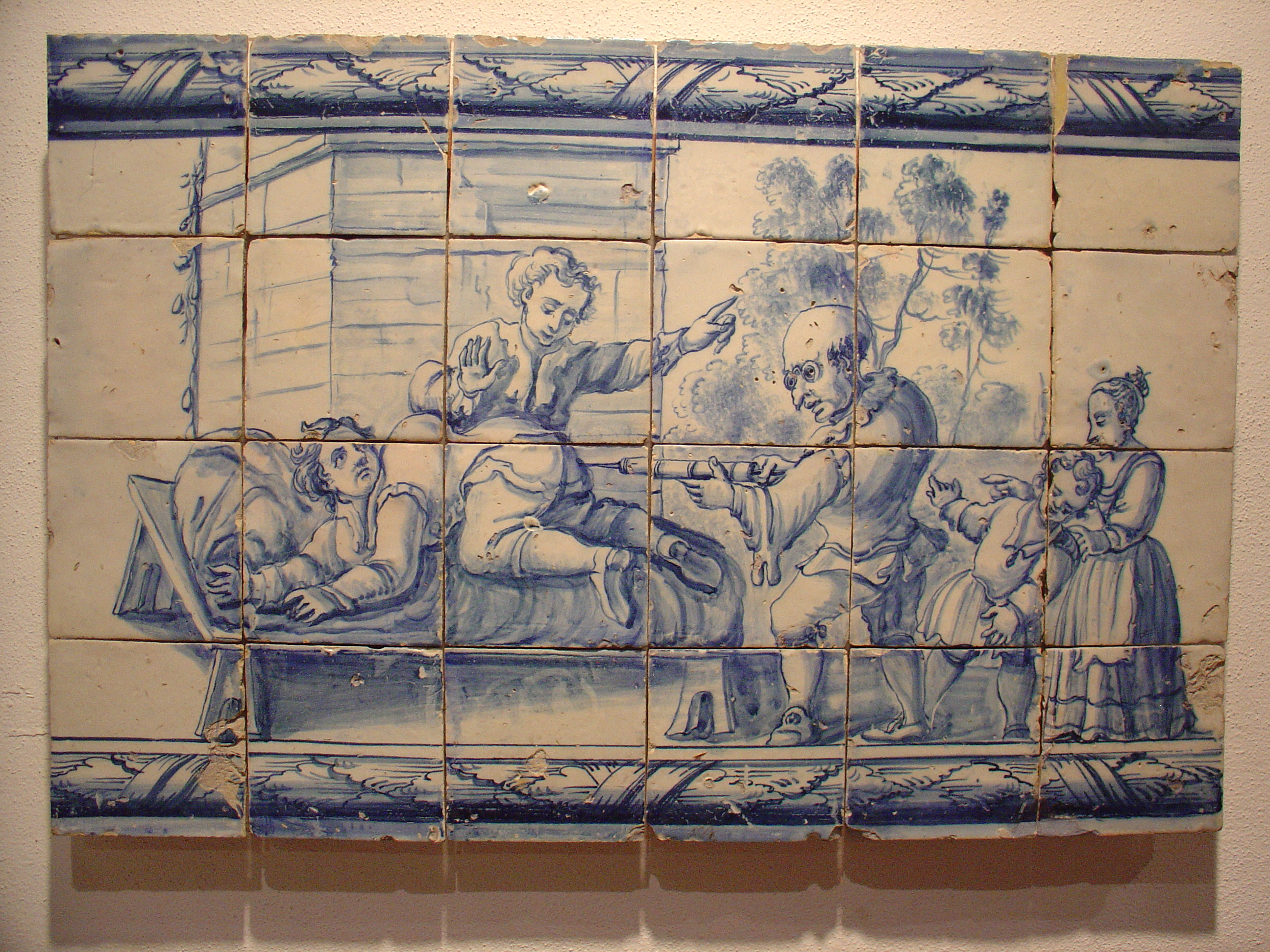
Кахлі з гумористичною сценою, 18 століття
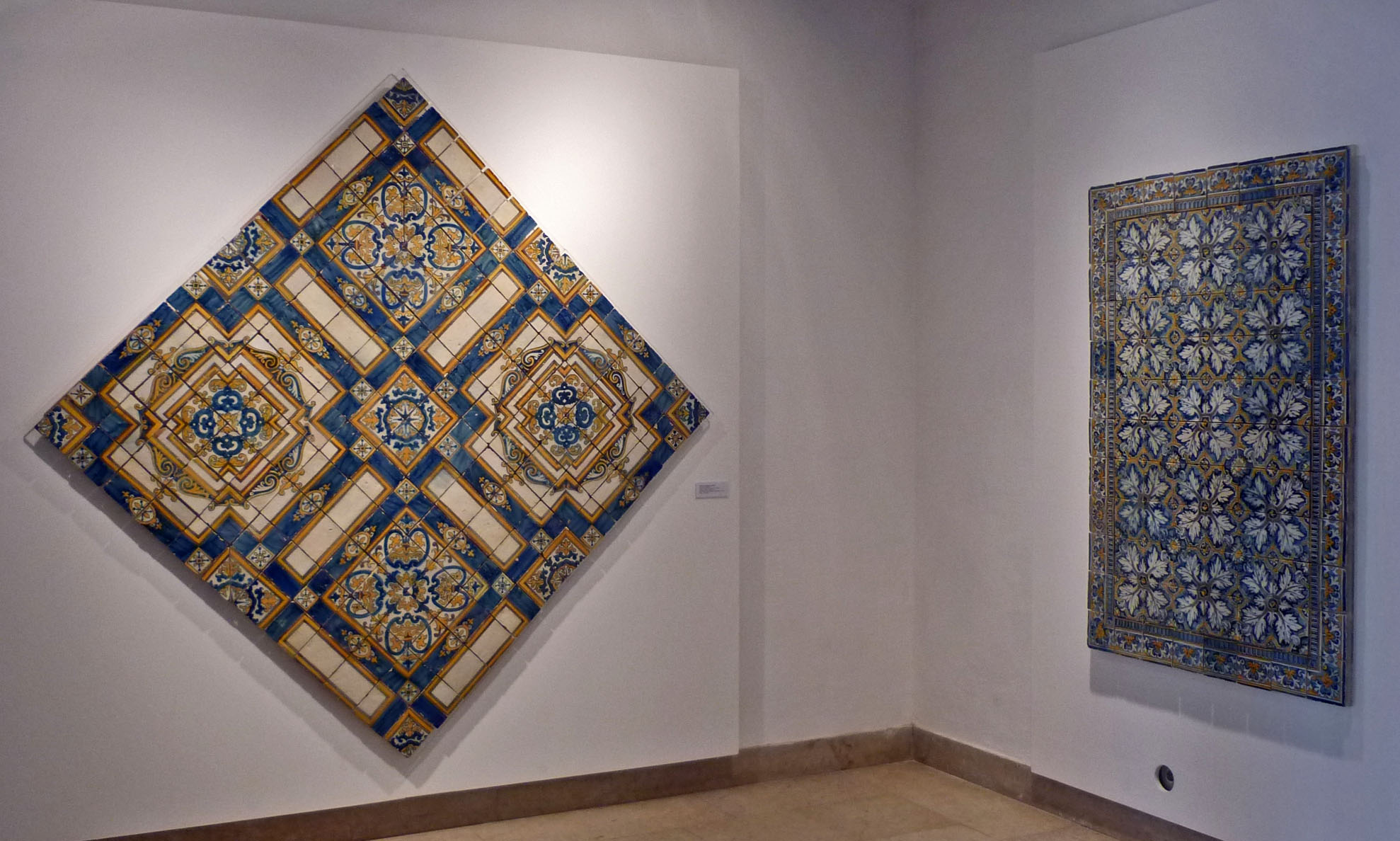
Килимові кахлі в експозиції музею
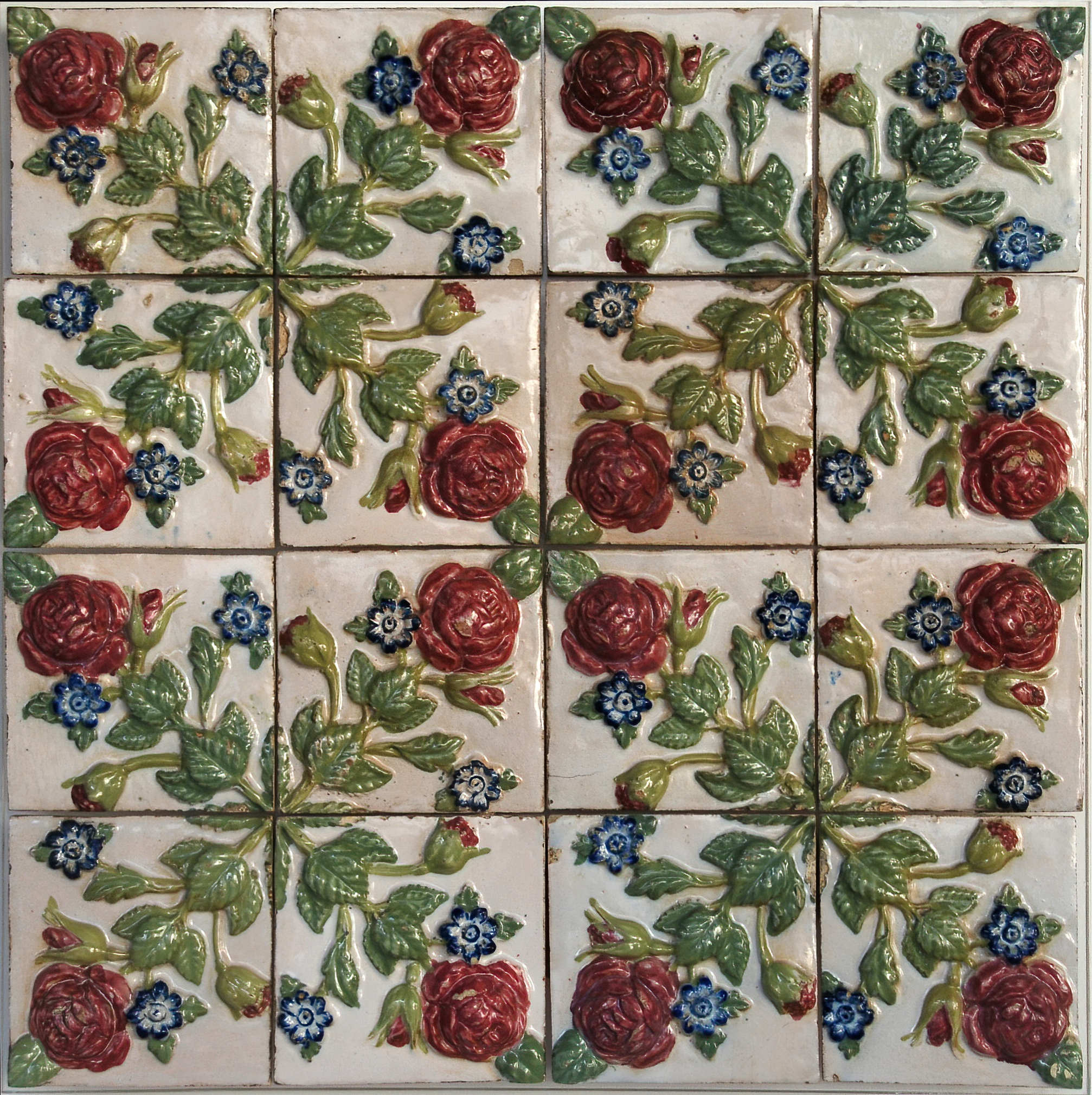
Рельєфні килимові кахлі 19 ст. Всі - Національний музей азулежу, Лісабон.

## Нерівномірність розвитку

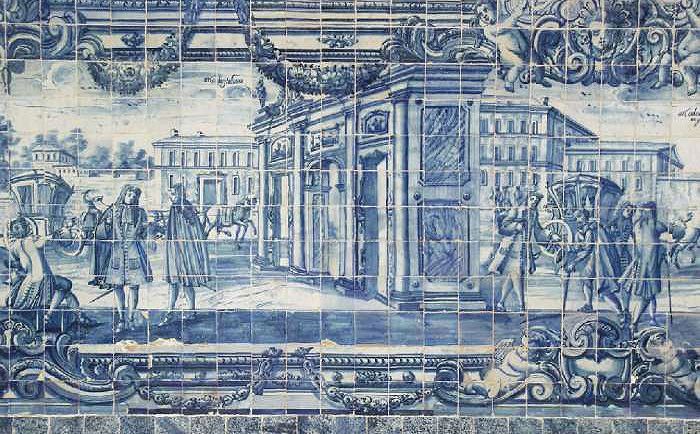
"Галантна сцена " з імпортних португальських кахлів. 1702 рік. Церква Сан Франциско да Байя, Сальвадор, Бразилія

Як і більшість художніх технологій, майоліка зазнала періоди піднесення та занепаду. Етапи майолікового виробництва не збігались у різних країнах ні за роками, ні за місцем у національній культурі. Вісімнадцяте століття пройшло в деяких країнах Європи під могутнім престижем і захопленням китайською та мейсенською порцеляною й помітним зниженням зацікавленості у виробах з майоліки.
Майолікові кахлі Португалії (азулежу), навпаки, мали черговий етап піднесення і збагачення розпису світськими й галантними сюжетами, котрі заміняли в країні фрески. Азулежу Португалії вступають у новий етап розвитку в 19 ст.

## Відродження майолікового виробництва в 19 ст

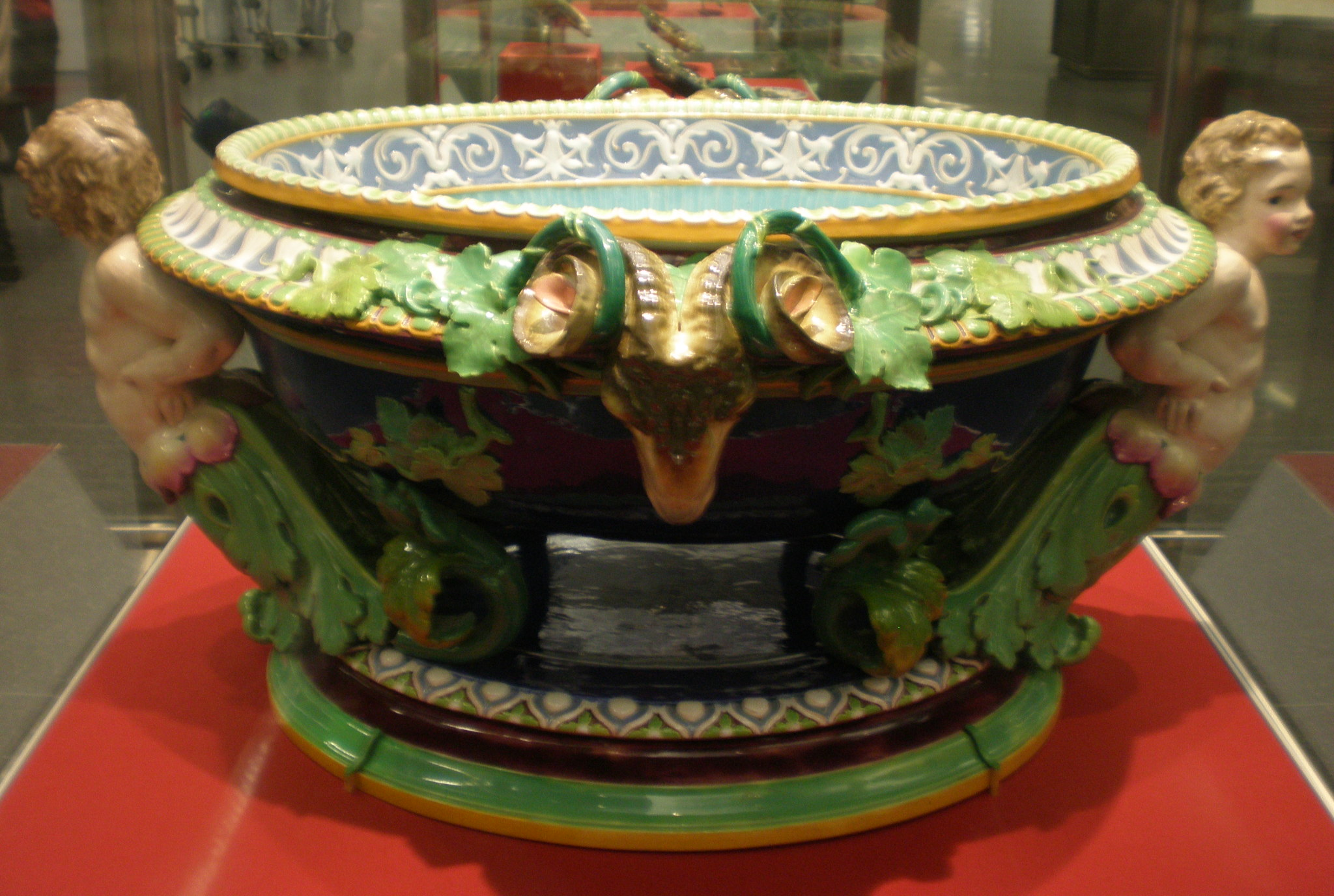
Мінтон і кампанія. «Лохань для охолодження вина». Сток-он-Трент, Британія, 1850 р.

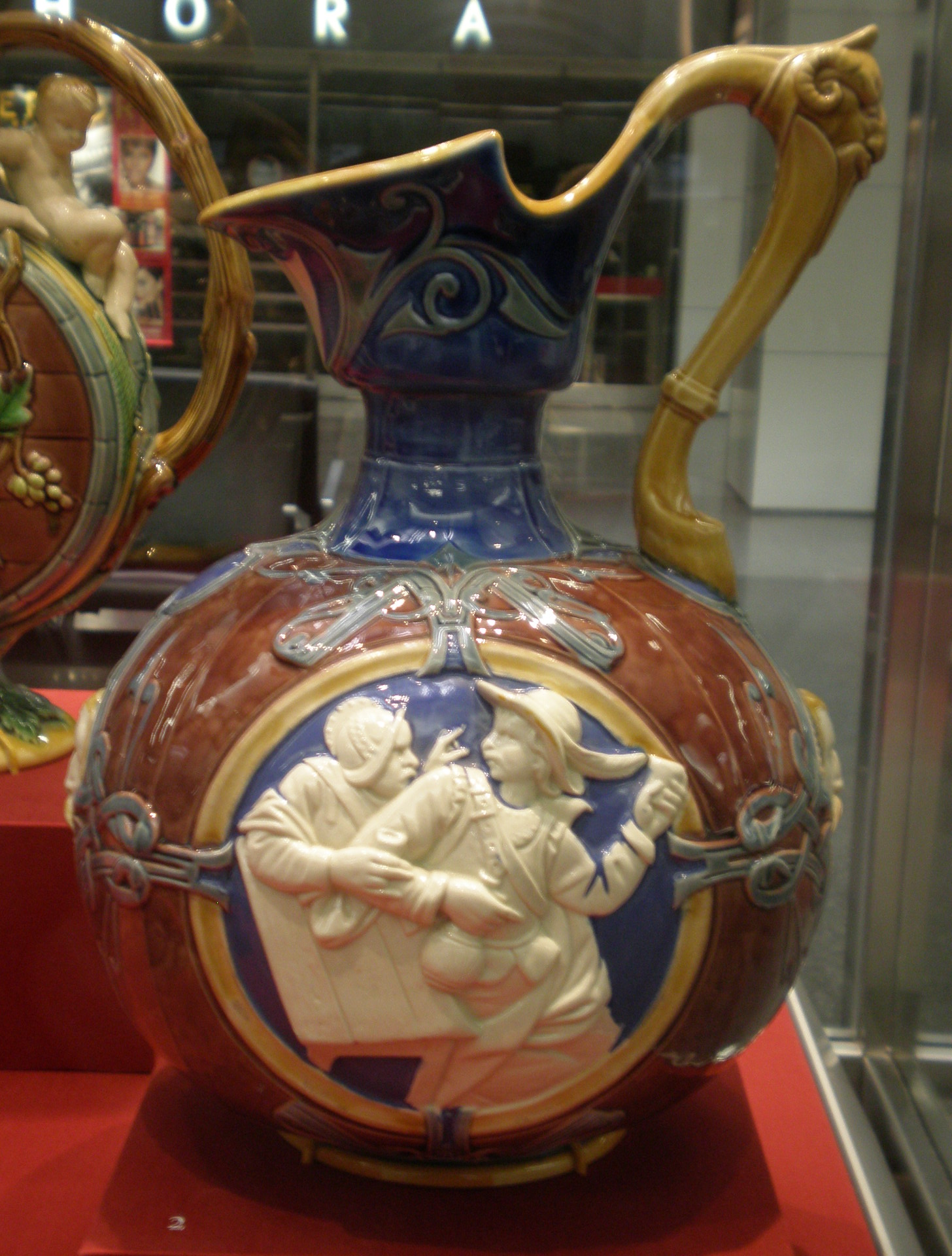
Мінтон і кампанія. «Глек», Сток-он-Трент, Британія1872 р.

Керамічне виробництво Великої Британії мало національні особливості ще у 18 ст. Тут досить пізно у порівнянні з мануфактурами на континенті віднайшли власну рецептуру порцелянової сировини, хоча мали безліч керамічних майстерень.
Особливостями англійського керамічного виробництва були —
- віднайдення так званих «кам'яних мас», що наближали вироби до порцеляни, але не були суто порцеляною за технологіями і рецептурою. Однак «кам'яні маси» надали керамічним виробам неповторності як за формами, так і за декором, що стало явищем у порцеляновому виробництві Європи.
- Порцелянові мануфактури в Європі підтримували королівські двори. Навпаки, в Англії керамічне і порцелянове виробництво існувало на комерційній основі через паростки капіталістичного виробництва і піднесення англійської економіки, що впевнено йшла до промислової революції. Порцеляною займався і Минтон. Конкурентна боротьба і постійні пошуки нового привернули увагу Герберта Минтона до майоліки, виробництво котрої в Британії призабули.

До середини 19 ст. капіталістичні ділки Британії настільки упевнились у власній могутності, що, незважючи на конкурентів, ризикнули повести у Лондоні Першу всесвітню виставку. Вона відбулась 1851 року у так званому Кришталевому палаці, де країни експонували власні досягнення у промисловому виробництві, мистецтві і народних ремеслах. Герберт Минтон експонував вироби майоліки з власних керамічних майстерень, як «нові» (!). Різноманітна за формами і за яскравими кольорами майоліка Минтона знайшла широкий попит у новонародженого англійського класу — дрібних власників і клерків, бо була дешевша за елітну порцеляну, вироби з бронзи і срібла, котрі розходились по магнатським та королівським садибам і палацам. «Новим англійцям» (середньому класу Британії) майолікові вироби заміняли фамільні порцеляну і срібло, адже сприяли створенню комфорту і уявлкееям про добропорядність і певний рівень матеріального статку. Підвищенню попиту на майоліковий посуд і декоративні вироби сприяла і «мода» на звані обіди, що отримали поширення в суспільстві.
Наприкінці 19 ст. мода на майоліку охопила вже декілька країн Європи. Майоліка стає предметами колекціонування. Майоліка, як і архітектура 19 століття, всмоктала усі стилістичні коливання століття, від пізнього класицизму до еклектизму (неоренесанс, маньєризм, необароко). В майолікове виробництво прийшли майстри, що створюють вироби у стилях Бернара Паліссі, майстрів Ірану, Китаю, із середньовічними елементами національної історії. Згодом у вироби майоліки привнесли риси сецесії та ар-деко, що надало цим напрямкам рис великих, універсальних стилів. Адже сецесія і ар-деко охопили більшість існувавших тоді мистецьких сфер.
Виділялись власними якостями і художнім рівнем (на тлі інших виробництв) майолікові вироби Чехії (тоді в складі Австро-Угорської імперії) і Великої Британії.
Новий етап погіршення майолікового виробництва припав на 1930-ті рр. через брак нових позитивних ідей і значне погіршення в світовій політиці напередодні 2-ї світової війни.

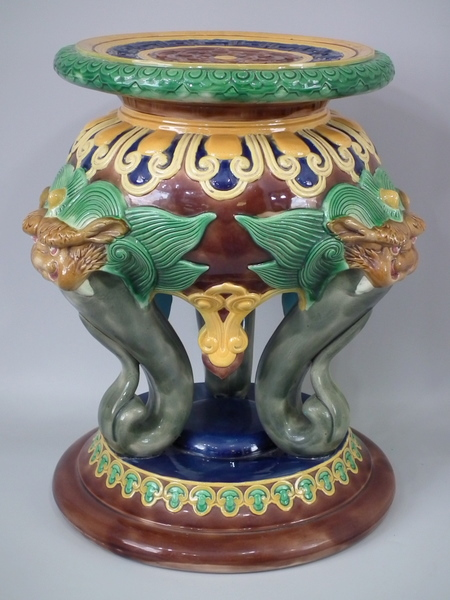
Завод Бровн Вестед Мур. Британія, 1878 р.
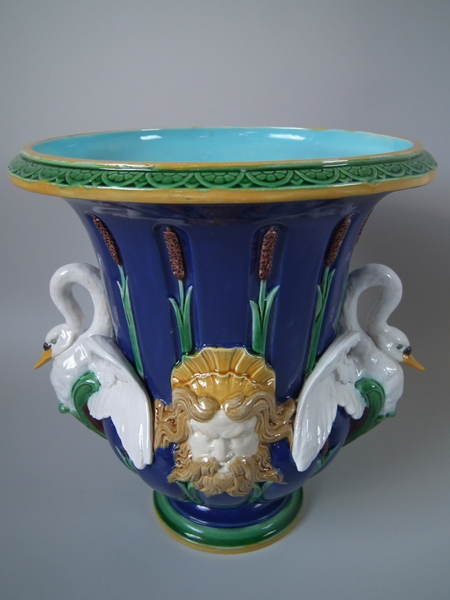
Мінтон і кампанія. «Ваза із ліпленим декором», 1865 р.
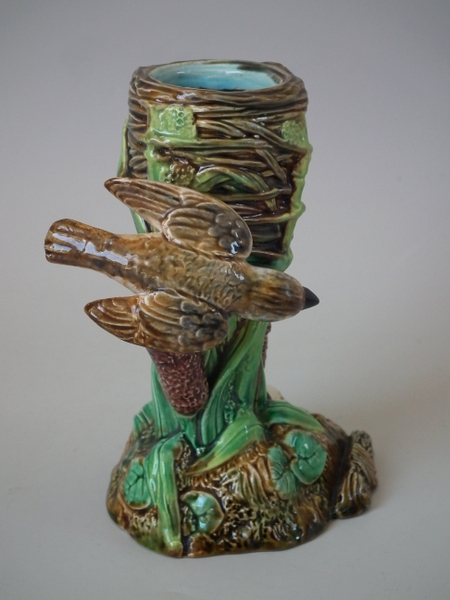
Ваза в натуралістичному стилі. Завод Джорджа Джонса. Британія, бл. 1872 р.
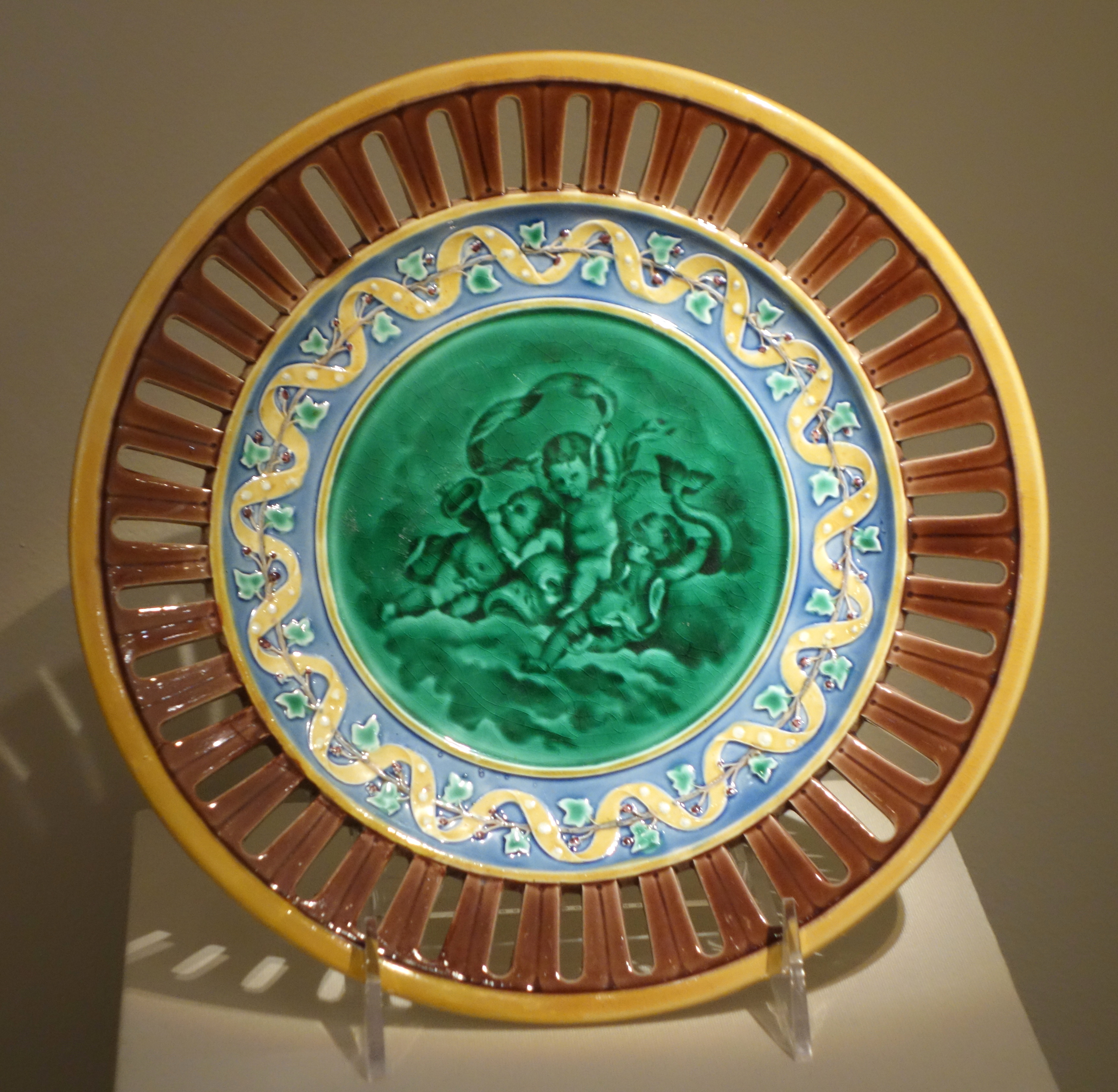
Джошуа Веджвуд і сини, майолікова таріль 1870 р.

## Майоліка в Україні
В Україну технологія майоліки потрапляє у 17-18 ст.
Світлина кухонної шафки, вцілілої у Бородянці під час руйнівних бомбардувань і обстрілів, стала вірусною у мережі і її швидко назвали символом стійкості українців. Уважні користувачі розгледіли на шафці керамічного декоративного півника із заводу Васильківської майоліки. Запилений, але не знищений він символізує незламність українців та України.